# (7979) Pozharskij
(7979) Pozharskij ist ein Asteroid des äußeren Hauptgürtels, der am 26. September 1978 von der ehemaligen sowjetischen Astronomin Ljudmyla Schurawlowa am Krim-Observatorium in Nautschnyj, etwa 30 km von Simferopol entfernt (IAU-Code 095), entdeckt wurde.
Der Asteroid wurde am 9. März 2001 nach dem russischen Fürsten aus der Dynastie der Rurikiden Dmitri Michailowitsch Poscharski (1578–1642) benannt, der Anführer des Volksaufstandes der Russen gegen die polnisch-litauische Okkupation während der „Smuta“ genannten Zeit der Wirren Anfang des 17. Jahrhunderts war.